# تاريخ المرأة الألمانية
يغطي المقال الأدوار الجنسية والشخصيات والحركات منذ القرون الوسطى حتى الوقت الحاضر في الأراضي الناطقة بالألمانية.

## القرون الوسطى

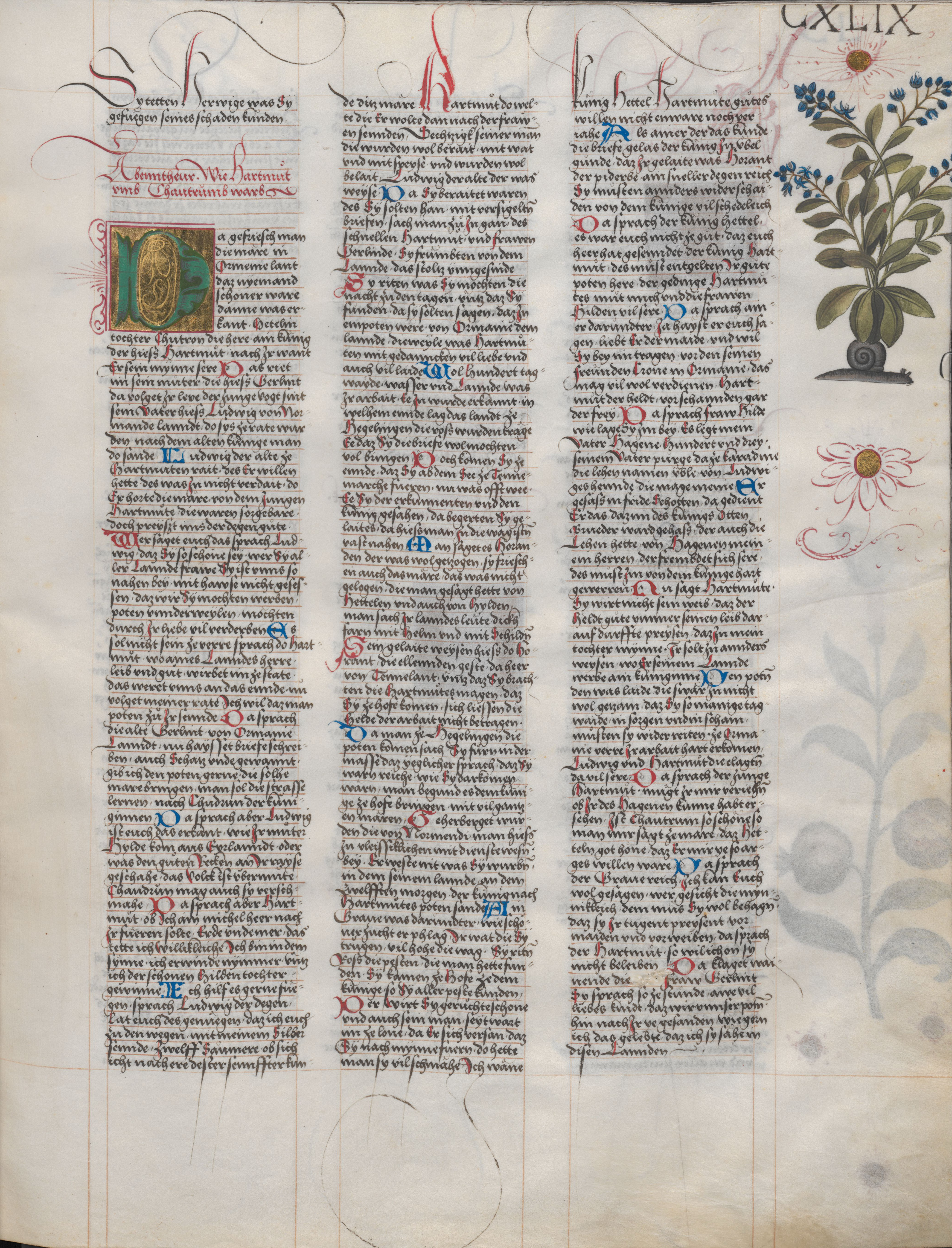
Page from the Ambraser Heldenbuch. Fol. 149r. The large initial marks the start of the 10th "Aventiure" of Kudrun

منذ بدايات فترة العصور الوسطى، وصولا إلى القرن الثامن عشر، وضع القانون الجرماني المرأة بمرتبة تابعة وخاضعة بالنسبة للرجل. وضع القانون السالي (الإفرنجي) -الذي تقوم عليه قوانين الأراضي الألمانية- المرأة في وضع سيئ بالنسبة لحقوق الملكية والإرث. فالأرملة الجرمانية تحتاج وصيا ذكرا ليمثلها في المحكمة، على عكس القانون الأنجلوساكسوني أو القانون القوطيّ الغربيّ، إذ منع القانون السالي المرأة من  تولي العرش الملكي. كانت المكانة الاجتماعية تقوم على أدوار عسكرية وبيولوجية، وهي حقيقة ظهرت في الشعائر التي رافقت المواليد الجدد، عندما كانت تعطى المولودة الأنثى قيمة أدنى من المواليد الذكور. وكان استخدام العنف الجسدي ضد الزوجات متغاضى عنه حتى القرن الثامن عشر في القانون البافاري.
أثبتت بعض النساء ذوات النفوذ تأثيرهن خلال العصور الوسطى، وذلك عادة في إطار البلاط الملكي أو الأديرة. كانت هيلديغارد من بينجين وغيرترود الكبرى وإليزابيث من بافايا (1478-1504) وأرغيولا فون غرومباخ من بين النساء اللواتي واصلن إنجازاتهن المستقلة في مجالات متنوعة كالطب والتأليف الموسيقي والكتابة الدينية والسياسات الحكومية والعسكرية.

## مطلع العصر الحديث
أدى إغلاق الأديرة بالإصلاح البروتستانتي وإغلاق المستشفيات والمؤسسات الخيرية إلى إجبار النساء على الزواج. ورغم نيل محظيات القساوسة قدرا من القبول الاجتماعي سابقًا، لم يُزل الزواج وصمة اتخاذهن كمحظيات بالضرورة، وأصبح الزواج بالنسبة لرجال الدين البروتستانت وسيلة لكي تقدم العائلات البرجوازية المتحضرة التزامها بالإصلاح.
عاشت الفتيات الشابات قبل القرن التاسع عشر تحت سلطة الأب الاقتصادية والتأديبية حتى يتزوجن لتنتقل السلطة إلى أزواجهن. كان على المرأة لتؤمن زواجا مرضيا أن تجلب مهرا كبيرا. أما الفتيات في العائلات الغنية كن يأخذن مهرهن من عائلاتهن، في حين كان على النساء الأفقر العمل لادخار أجورهن وتحسين فرص زواجهن. ووفقا للقوانين الجرمانية كان للمرأة حقوقًا لملكية مهرها وميراثها، وكان لذلك فوائد قيّمة، إذ أدت معدلات الوفيات المرتفعة إلى زيجات متعاقبة. وقبل عام 1789، عاشت غالبية النساء مقيدة في ذلك الحيز المكاني الخاص، وهو المنزل.
لم يقدم عصر التنوير الكثير بالنسبة للنساء، إذ آمن الرجال من مؤيدي التنوير أن المرأة مقدر لها طبيعيًا أن تكون زوجة وأما بشكل رئيس. ساد اعتقاد في الطبقات المثقفة بأن المرأة بحاجة لأن تتثقف بشكل كافٍ لتكون ذكية ومتحدثة مقبولة بالنسبة لزوجها. أما المرأة في الطبقات الأدنى فكان يتوقع منها أن تكون منتجة اقتصاديا لمساعدة زوجها في سد الحاجات الأساسية.

## القرن التاسع عشر
امتداد القيم البرجوازية إلى ألمانيا

تصوير رومانسي يعود لعام 1869حول مفهوم الأسرة النواة بعنوان «عشي هو الأفضل»

كان التغيير الاجتماعي المهم بين 1750-1850، تبعا لكل منطقة، نهاية نظام 'البيت الشامل' التقليدي، الذي كانت تعيش وفقة عائلة المالك مع الخدم والعمال الذين يوظفهم في بناء واحد كبير، وأعيد تنظيمهم للعيش بصورة منفصلة. لم تعد زوجة المالك تتحمل مسؤولية كل الإناث في العائلات المختلفة في البيت الشامل. ففي النظام الجديد، أصبح أصحاب المزارع أكثر احترافية وذوي توجه ربحي، وأداروا الحقول وشؤون المنزل الخارجية تبعا لما تمليه التكنولوجيا والعلم والاقتصاد. وأشرفت زوجاتهن على العناية بالعائلة وشؤون المنزل الداخلية، التي يطبق عليها معايير صارمة للنظافة والنظام والتدبير. كانت النتيجة انتشار القيم البرجوازية في الريف الألماني. أصبحت العائلات المنفصلة التي تعيش على الأجور اليومية أقل، وكان عليهم أن يعملوا لتمويل الصحة والدراسة وسنوات العجز. وفي نفس الوقت، وبسبب التغير الديموغرافي، كانت أعداد الأطفال أقل، ما سمح باهتمام أكبر بكثير بكل طفل، وتزايد تقدير عائلة الطبقة الوسطى لخصوصيتها واتجاهها الداخلي، مسقطة صلات مرتبطة بعالم الأعمال. أصبحت الطبقات العاملة والطبقات الوسطى والطبقات العليا أكثر انفصالا فيزيائيا ونفسيا وسياسيا. وهذا سمح بظهور منظمات الطبقة العاملة، كما سمح بانخفاض الامتثالية بين الطبقة العاملة الذين أصبحوا غير مراقبين يوميا.

### التحول الديموغرافي
شهد العصر حدوث تحول ديموغرافي في ألمانيا. كان تحولا من معدل ولادات عال ومعدل وفيات عال إلى معدل ولادات ووفيات منخفض، مع انتقال البلد من الزراعة قبل العصر الصناعي إلى الزراعة الحديثة، ودعمها نظاما اقتصاديا صناعيا مدنيا سريع النمو. كان يعني نقص الأراضي في العصور السابقة بأنه ليس بمقدور أي شخص الزواج، وكان الزواج يحدث بعد سن الخامسة والعشرين. وبعد عام 1815، ساعدت زيادة الإنتاج الزراعي في زيادة كمية الغذاء المتوفر، وانخفاض المجاعات والأوبئة وسوء التغذية. سمح ذلك للناس بالزواج مبكرا وإنجاب المزيد من الأطفال. قل شيوع الزيجات المدبرة، إذ أصبح مسموحا للشباب أن يختاروا شركاءهم للزواج، مع احتمال التعرض لرفض الأهل. كان معدل الولادات المرتفع متوازنا مع معدل عال جدا في وفيات الأطفال والهجرة، وخصوصا بعد عام 1840 إلى المستوطنات الألمانية في الولايات المتحدة، بالإضافة إلى الأوبئة الدورية وقلة المحاصيل. وبدأت الطبقات العليا والوسطى بتطبيق تحديد النسل، وبعدها بقليل فعل الفلاحون ذات الأمر.

### الذكورية في أرض الأجداد الألمانية
سيطر الرجال على عملية توحيد ألمانيا بعد عام 1871 بدرجة كبيرة، وأعطى ذلك أولوية لموضوع «أرض الأجداد» وغيرها من قضايا الذكور، كالبراعة العسكرية. على الرغم من ذلك، انضمت نساء الطبقة المتوسطة في اتحاد المنظمات النسوية الألمانية، الذي تأسس عام1894، ونما ليشمل 137 من مجموعات حقوق المرأة المنفصلة منذ عام 1907 حتى 1933، حين حلّ النظام النازي المنظمة. أعطى الاتحاد اتجاها وطنيا لمنظمات المرأة المتزايدة التي بدأت بالظهور منذ ستينيات القرن التاسع عشر. ومنذ البداية، كان الاتحاد منظمة برجوازية، ويعمل أعضائها نحو المساواة مع الرجال في مجالات التعليم والفرص المالية والحياة السياسية. لم تكن نساء الطبقة العاملة مرحبا بهن، ونظمهن الاشتراكيون.
زاد عدد المنظمات الرسمية التي تعمل على تعزيز حقوق المرأة خلال فترة وايلهيلماين. وبدأت النسويات الألمانيات بالتشبيك مع نسويات من بلدان أخرى، وشاركن في نمو المنظمات الدولية.